# Löcknitz
Löcknitz est une municipalité allemande du land de Mecklembourg-Poméranie-Occidentale et l'arrondissement de Poméranie-Occidentale-Greifswald.

## Relations germano-polonaises
Depuis 1992, le lycée bilingue germano-polonais accueille des élèves allemands (526 en 2008) et polonais (161), qui obtiennent l'Abitur allemand et la matura polonaise. En 2008, les certificats ont été remis par les ministres des affaires étrangères des deux pays, Frank-Walter Steinmeier et Radosław Sikorski. Depuis que la Pologne a rejoint l'accord de Schengen, la population de Löcknitz augmente, car les taux et les coûts d'acquisition des terrains sont moins élevés qu'en Pologne. De nombreux navetteurs de Szczecin vivent à Löcknitz et les premiers investissements économiques sont réalisés à Löcknitz par des entreprises polonaises, soutenues par l'administration de Löcknitz. En 2012, la population de la ville était composée à 7 % de Polonais.